# Parafia Najświętszego Serca Pana Jezusa w Radomnie
Parafia Najświętszego Serca Pana Jezusa w Radomnie – parafia rzymskokatolicka, znajdująca się w diecezji toruńskiej, w dekanacie Nowe Miasto Lubawskie. 